# Шаєнн (округ, Колорадо)
Шаблон:StateAbbr_ 38°49′ пн. ш. 102°35′ зх. д. / 38.82° пн. ш. 102.59° зх. д.
Округ Шаєнн (англ. Cheyenne County) — округ (графство) у штаті Колорадо, США. Ідентифікатор округу 08017.

## Історія
Округ утворений 1889 року.

## Демографія
За даними перепису 
2000 року 
загальне населення округу становило 2231 осіб, усе сільське.
Серед мешканців округу чоловіків було 1119, а жінок — 1112. В окрузі було 880 домогосподарств, 603 родин, які мешкали в 1105 будинках.
Середній розмір родини становив 3,12.
Віковий розподіл населення поданий у таблиці:
| Стать    | До 15 років | 15-21 | 22-29 | 30-39 | 40-49 | 50-65 | 65-85 | Понад 85 |
| -------- | ----------- | ----- | ----- | ----- | ----- | ----- | ----- | -------- |
| Чоловіки | 264         | 117   | 87    | 153   | 192   | 148   | 136   | 22       |
| Жінки    | 245         | 112   | 73    | 148   | 174   | 148   | 173   | 39       |

## Суміжні округи
- Кіт-Карсон — північ
- Воллес, Канзас — схід
- Грілі, Канзас — південний схід
- Кайова — південь
- Лінкольн — захід

## Виноски
1. ↑  U.S. Decennial Census. United States Census Bureau. Архів оригіналу за 26 квітня 2015. Процитовано 7 червня 2014.
2. ↑  Historical Census Browser. University of Virginia Library. Архів оригіналу за 11 серпня 2012. Процитовано 7 червня 2014.
3. ↑  Population of Counties by Decennial Census: 1900 to 1990. United States Census Bureau. Архів оригіналу за 31 липня 2014. Процитовано 7 червня 2014.
4. ↑  Census 2000 PHC-T-4. Ranking Tables for Counties: 1990 and 2000 (PDF). United States Census Bureau. Архів (PDF) оригіналу за 18 грудня 2014. Процитовано 7 червня 2014.
5. ↑  State & County QuickFacts. United States Census Bureau. Архів оригіналу за 6 червня 2011. Процитовано 7 червня 2014. [Архівовано 2011-06-06 у Wayback Machine.](англ.) Наведено за англійською вікіпедією.
6. ↑  American FactFinder. Бюро перепису населення США. Архів оригіналу за 26 лютого 2012. Процитовано 31 січня 2008. [Архівовано 2008-05-21 у Wayback Machine.]

| США | Це незавершена стаття з географії США. Ви можете допомогти проєкту, виправивши або дописавши її. |